# صفرشاه (مقاطعة دالاهو)
صفرشاه (بالفارسية: صفرشاه) هي قرية تقع في كرمانشاه في إيران. يقدر عدد سكانها بـ 205 نسمة بحسب إحصاء 2016.